# St. Petrus (Wachendorf)

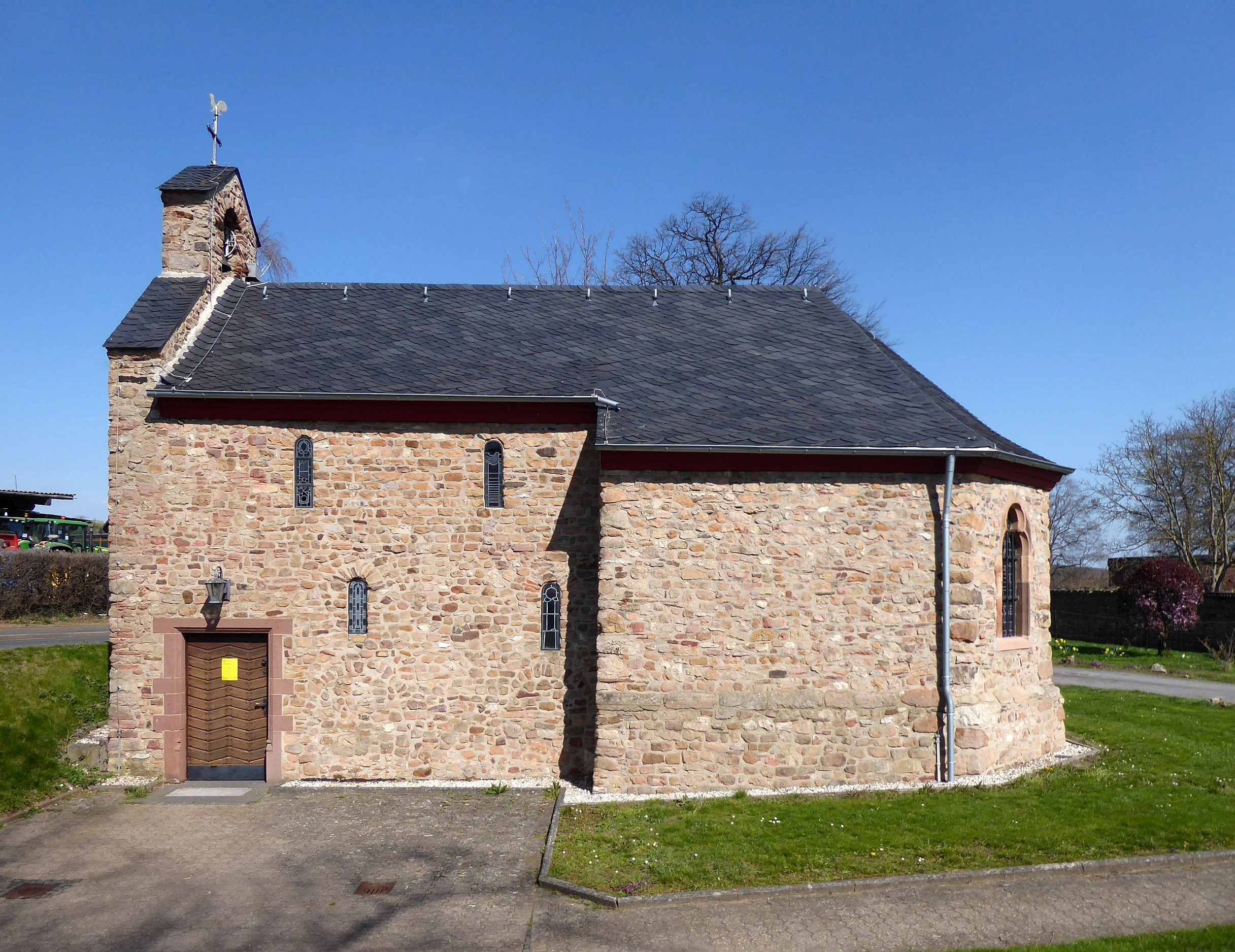
St. Petrus in Wachendorf

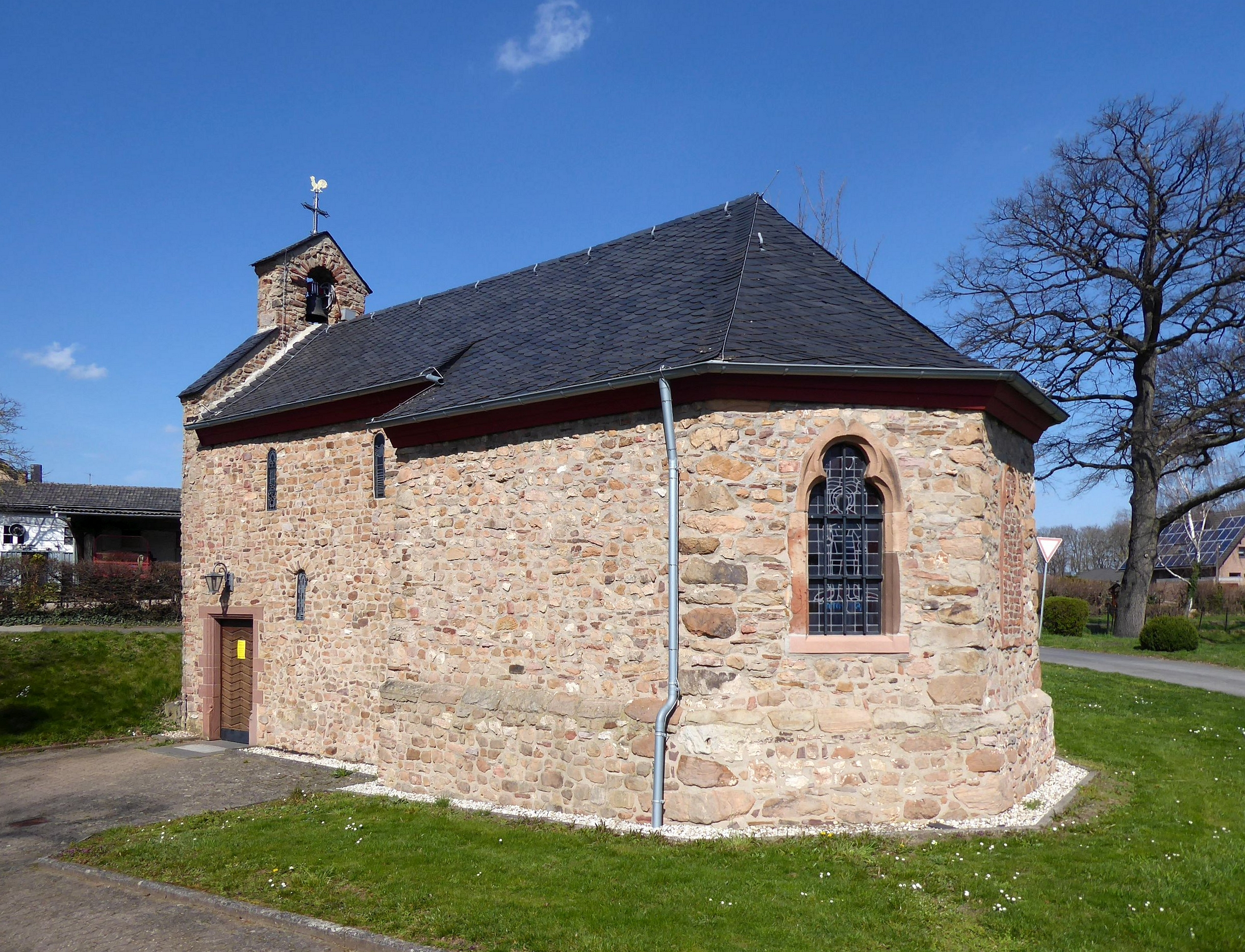
Blick zum Chor

St. Petrus ist eine katholische Kapelle in Wachendorf, einem Ortsteil der Stadt Mechernich im Kreis Euskirchen in Nordrhein-Westfalen. Die Kirchengemeinde gehört zum Seelsorgebereich Bad Münstereifel des Erzbistums Köln. Das Patrozinium liegt bei Simon Petrus.

## Lage
Die Iversheimer Straße führt als zentrale Verbindungsachse von Nordwesten kommend in südöstlicher Richtung durch den Ort. Nördlich des Schlosses zweigt die Petrusstraße nach Osten hin ab. Die Kapelle steht südöstlich dieser Kreuzung auf einer tiefer gelegenen Fläche, die nicht
eingefriedet ist.

## Geschichte
Experten zufolge wurde das Kirchenschiff bereits im 9. oder 10. Jahrhundert errichtet. Das Kirchenpatronat lag im 12. Jahrhundert beim Stift Dietkirchen bei Bonn. Dort wurde neben Johannes dem Täufer auch Petrus verehrt. Es ist daher anzunehmen, dass die beiden Heiligen auch in Wachendorf verehrt wurden. Zu dieser Zeit existierte im Ort im Jahr 1190 eine Vogtei, aus der um 1780 das Schloss Wachendorf hervorging. Der Ausbau des Schlosses dürfte auch mit einem Wechsel des Patronats einhergegangen sein. Im 15. Jahrhundert kam vermutlich der Chor hinzu. 1680 führte der Zülpicher Dechant Franz Müller eine Visitation durch, bei der das Bauwerk erstmals urkundlich erwähnt wurde. 1780 gelangte das Schloss in den Besitz des bayerischen Generalmajors Adolph Freiherr von Ritz, der 1786 eine Glocke für die Kapelle anschaffen ließ. In den Jahren 1851/1852 erfolgte zwar eine Sanierung, danach verfiel das Bauwerk jedoch wieder. Auf Initiative des Dorflehrers Fritz Potthoff erfolgte erst in den Jahren 1931 bis 1932 eine Instandsetzung. 1971 schenkte der Schlossherr die Kapelle der Kirchengemeinde Antweiler-Wachendorf. Sie setzte sich für eine erneute Instandsetzung ein, die in den Jahren 1974 und 1975 durchgeführt wurde. Dabei konnte auch ein historischer Fußbodenbelag freigelegt werden. Gleichzeitig verlegten Bauarbeiter die Petrusstraße um einen Meter weiter nach Westen. Damit sollten erneute Beschädigungen durch den vorbeifahrenden Schwerlastverkehr verringert werden. 2010 erfolgte die vorerst letzte Sanierung. Sie ging auf eine Initiative des mittlerweile verstorbenen Pastors Albert Janssen zurück. An seinem zweiten Todestag wurden die Arbeiten mit einer erneuten Kirchweihe am 13. Oktober 2010 abgeschlossen.

## Baubeschreibung
Der Chor mit einem breiten Sockel hat einen Fünfachtelschluss und ist nicht eingezogen. An der nordöstlichen und südöstlichen Seite ist je ein Fenster, dessen Laibung mit Sandstein eingefasst wurde. Sie greifen die Form eines Nonnenkopfes auf. Das gleichartige Fenster am Chorschluss ist mit Mauersteinen verschlossen.
Das Schiff ist gegenüber dem Chor in seiner Breite leicht eingezogen. An der Nordseite sind im unteren Bereich zwei kleine Rundbogenfenster. Darüber sind – leicht nach Westen versetzt – je zwei weitere Fenster. Die Südseite ist identisch aufgebaut. An der Südseite ist am westlichen Ende des Langhauses eine große, rechteckige Pforte. Östlich neben der Öffnung sind die Reste von zwei kleinen Rundbogenpforten erkennbar, die mit Bruchmauerwerk zugesetzt wurden. Die Form ist zum Teil nur noch anhand der Schlusssteine erkennbar.
Die westliche Wand ist weitgehend geschlossen. Mittig ist lediglich ein großes Rundbogenfenster. Darüber erhebt sich der Giebel, der ebenfalls aus Bruchsteinen errichtet wurde. Darauf sitzt ein offener Dachreiter mit einer Glocke; darauf ein Kreuz mit Wetterhahn.

## Ausstattung
Das Altarretabel zeigt in klassischer Abfolge in der Predella das Abendmahl Jesu, darüber im Altarblatt die Kreuzigung Christi und im Altarauszug die Auferstehung Jesu Christi. Am Übergang vom Chor zum Schiff ist ein spitzbogenförmiger Triumphbogen aus Sandstein.
Die Fenster im Schiff schuf der Glasmaler Paul Weigmann im Jahr 1977. Seine Arbeiten wurden von der Glasmalerei Oidtmann ausgeführt. Weigmann schuf aus Antikglas, Blei und Schwarzlot mehrere ornamentale Kompositionen, Blätter und Früchte, Rose und Vogel sowie Eicheln mit Blättern sowie Früchte. Die Chorfenster stammen vom Glasmaler Franz Binsfeld aus Trier. Er stellte 1933 den Erzengel Michael im Kampf mit dem Drachen sowie den Heiligen Georg dar. Ein weiteres Fenster zeigt das Eiserne Kreuz mit Helm und gekreuzten Schwertern, dazwischen die Inschrift: „NIEMAND / HAT GRÖSSE- / RE LIEBE ALS / WER SEIN / LEBEN HIN- / GIBT FÜR SEI- / NE FREUNDE“.
Im Dachreiter hängt eine Glocke aus dem Jahr 1786.